# Belkofski
Belkofski is een plaats in de borough Aleutians East in Alaska.De plaats ligt 26 meter boven zeeniveau.

## Geschiedenis
Belkofski werd vanaf 1823 bewoond door de Ungangan, een Russische stam. De stam ging in Belkofski wonen, omdat ze daar veel otters konden vangen. De stad werd  in 1880 een erg belangrijke stad. In de plaats werden drie winkels gebouwd en er kwam een Russisch-orthodoxe kerk. Toen er geen otters meer waren vertrokken ook veel mensen, de meeste vertrokken naar Sand Point.

## Klimaat
Belkofski heeft een zeeklimaat. De gemiddelde wintertemperatuur is -25C° en de gemiddelde zomertemperatuur is 26C°. De plaats heeft een neerslag van 840 millimeter per jaar.

## Bron
- www.awrta.org